# Alternating hemiplegia of childhood
Alternating hemiplegia of childhood (AHC) is een zeldzame neurologische aandoening.
Het ziektebeeld werd in 1971 voor het eerst in de medische literatuur beschreven. Tijdens een congres in Rome in 1992 werd AHC door het vaststellen van een aantal duidelijke criteria onderscheiden van verwante ziektes. Enige jaren later, op een symposium in Seattle in 1997, werden de mogelijke oorzaken van AHC besproken en werden nieuwe onderzoeksmethodes voorgesteld. In 2012 is het ontdekt dat AHC veroorzaakt wordt door mutaties in het gen ATP1a3.

## Diagnostiek
Criteria die zijn vastgesteld om de diagnose AHC te kunnen stellen:
- De eerste symptomen openbaren zich voor de leeftijd van 18 maanden.
- Hemiplegie-aanvallen treden afwisselend aan beide zijden van het lichaam op.
- Het bestaan van andere in aanvallen optredende verschijnselen, zoals abnormale oogbewegingen, ademhalingsmoeilijkheden en autonome stoornissen (bijvoorbeeld bleekheid en transpireren), zowel tijdens een hemiplegieaanval of losstaand daarvan.
- Periodes met dubbelzijdige verlammingen.
- Het verdwijnen van de verschijnselen als het kind in slaap valt. Soms opnieuw hetzelfde verschijnsel 10-30 minuten na het wakker worden.
- Het steeds veelvuldiger optreden van ongecontroleerde krampachtige bewegingen (choreo- athetose) en dystonie.
- Optreden van ontwikkelingsachterstand en ataxie.

### Extra kenmerken
- De aandoening komt zowel bij jongens als bij meisjes voor.
- De hemiplegieperioden, de daaraan gerelateerde verschijnselen en de eventuele motorische achterstand variëren per patiënt.
- De verlammingsverschijnselen en de ontwikkelingsachterstand treden op tijdens de kinderleeftijd tot aan de volwassenheid. Over volwassenen met AHC is vrijwel niets bekend.

## Ziekteverschijnselen

### Unilaterale hemiplegische of tonische aanvallen
Eén zijde (boven- of onderkant, links of rechts) raakt verlamd of stijf met flexie of verhoogde spanning (hypertonie). Zeer karakteristieke oogbewegingen (nystagmus) komen heel frequent voor.
Alle kinderen hebben verlammingsverschijnselen van variabele tijdsduur; enkele minuten tot enkele dagen. De intensiteit hiervan wisselt en de verschijnselen verdwijnen tijdelijk gedurende de slaap.
Provocatie van een aanval kan optreden door: emoties (bijvoorbeeld opwinding of angst), lichamelijke inspanning of een temperatuurswisseling.

### Bilaterale hemiplegische aanvallen
Het gehele lichaam raakt verlamd. Deze aanvallen gaan vaak gepaard met tijdelijk spraakverlies, abnormale oogbewegingen, algehele bleekheid en verlaging van het bewustzijn. Rigiditeit, huilen en ademhalingsstoornissen komen vaak voor.
Dit soort aanvallen komen in het algemeen minder vaak voor dan eenzijdige verlammingen. De aanvallen duren meestal enkele uren of dagen en verschijnen na het wakker worden in dezelfde mate of minder hevig. Enige mate van desoriëntatie kan voorkomen na een ernstige aanval.

### Epileptische aanvallen
Epileptische aanvallen komen slechts bij enkele patiënten voor. Ze treden dan meestal onafhankelijk van een verlammingsperiode op. Behandeling met anti-epileptica is noodzakelijk.

## Gevolgen van de ziekte
De motorische ontwikkeling wijkt af in vergelijking tot leeftijdsgenoten. De kinderen gaan later lopen. Een afwijkende spierspanning is gebruikelijk en moeilijke controle over de bewegingen komt vaak voor. Cognitieve functies, zoals waarneming, aandacht, geheugen en oriëntatievermogen, leveren vaak problemen op.
Schoolaanpassingen zijn vaak onvermijdelijk. De meeste kinderen volgen speciaal onderwijs.

### Gedrag
Kinderen met AHC kunnen onstabiel, agressief of depressief gedrag vertonen. Ze zijn onderhevig aan stemmingswisselingen, meestal van korte duur, en zijn soms angstig of boos. Deze verschijnselen komen niet van het medicijngebruik, maar horen bij de aandoening. Hevige stemmingswisselingen kunnen een voorbode zijn van een aanval.

## Behandeling
Medische controle en zorg zijn noodzakelijk om de ernst en frequentie van de aanvallen te beperken. Het medicament Sibelium (flunarizine) is het meest effectief gebleken om de frequentie van de aanvallen te verminderen. Naar andere efficiënte therapieën wordt gezocht.
Behandelingen in de vorm van fysiotherapie, logopedie en ergotherapie zijn belangrijk voor een optimale ontwikkeling van een kind met AHC.

## Patiëntenvereniging Nederland
De AHC Vereniging Nederland is de landelijke patiëntenbelangenvereniging van en voor mensen met Alternating Hemiplegia of Childhood en hun directbetrokkenen.